# Познай кой ще дойде на вечеря
„Познай кой ще дойде на вечеря“ (на английски: Guess Who's Coming to Dinner) е американски комедийно-драматичен филм от 1967 г., продуциран и режисиран от Стенли Крамър и сценарий на Уилям Роуз. В него участват звезди като Спенсър Трейси, Сидни Поатие и Катрин Хепбърн, както и племенницата на Хепбърн, Катрин Хютън.
Филмът е един от малкото филми на времето, който изобразява междурасов брак в положителна светлина, тъй като исторически междурасовият брак е незаконен в повечето щати на Съединените щати и все още в 17 държави – предимно в южни държави – до 12 юни 1967 г., шест месеца преди пускането на филма, приблизително две седмици след като Трейси заснима последната си сцена (и два дни след смъртта му). Музиката на филма, номиниран за Оскар е композирана от Франк Де Вол. Филмът е отличен и с Оскар за най-добър оригинален сценарий за Уилям Роуз.
Филмът се отличава с това, че е деветият и последен филм на двойката Трейси и Хепбърн, като заснемането приключва само 17 дни преди смъртта на Трейси. Хепбърн никога не гледа завършения филм, казвайки, че спомените за Трейси са твърде болезнени. Филмът е пуснат през декември 1967 г., шест месеца след смъртта му. През 2017 г. филмът е избран за съхраняване в Националния филмов регистър на САЩ, библиотеката на Конгреса като „културно, исторически или естетически значим“.

## В ролите
| Актьор             | Роля                   |
| ------------------ | ---------------------- |
| Спенсър Трейси     | Мат Дрейтън            |
| Сидни Поатие       | Джон Прентис           |
| Катрин Хепбърн     | Кристина Дрейтън       |
| Катрин Хютън       | Джоана „Джоуи“ Дрейтън |
| Сесил Келауей      | Монсеньор Райън        |
| Беа Ричардс        | Г-жа Прентис           |
| Рой Е. Глен старши | Г-н Прентис            |
| Исабел Санфорд     | Тили                   |
| Вирджиния Кристин  | Хилари Сейнт Джордж    |